# The 'Burbs
The 'Burbs (en España, No matarás... al vecino, y en Hispanoamérica, SOS, vecinos al ataque) es una película estadounidense de 1989 dirigida por Joe Dante.

## Argumento
En un típico barrio de clase media-alta, Ray Peterson (Tom Hanks) y sus amigos Mark Rumsfield (Bruce Dern) y Art Weingartner (Rick Duccomun) empiezan a sospechar de los nuevos vecinos, los Klopek, pues nunca salen de casa y de su sótano salen ruidos y luces extrañas. 
Cuando desaparece un anciano del barrio, dejando su peluquín como único resto, Ray está cada vez más nervioso y asustado. Entonces hacen una visita a los Klopek, descubrimos que la familia está formada por el doctor Werner Klopek (Henry Gibson), su hijo Hans Klopek (Courtney Gains) y el tío Reuben Klopek (Theodore Gottlieb). Parecen excéntricos, lúgubres y el hijo un poco atontado, pero no encuentran nada que los relacione con la desaparición del anciano. Ray queda satisfecho, pero Mark y Art le convencen para allanar su morada cuando no estén y buscar los cadáveres excavando en su sótano.

## Reparto
- Tom Hanks - Ray Peterson
- Bruce Dern - Mark Rumsfield
- Carrie Fisher - Carol Peterson
- Corey Feldman - Ricky Butler
- Rick Ducommun - Art Weingartner
- Wendy Schaal - Bonnie Rumsfield
- Henry Gibson - Dr. Werner Klopek
- Theodore Gottlieb - Tío Reuben Klopek
- Courtney Gains - Hans Klopek

## Rodaje
Todo el film se rodó en Universal Studios ubicado en Los Ángeles, California, donde se recreó el vecindario donde tiene lugar toda la acción la película. Se filmó de mayo a julio de 1988.
Dante usó la Colonial Street de los estudios que ha sido usada en multitud de rodajes tanto de cine como de televisión. Dante dijo, "Le pedí al diseñador James Spencer, con el que ya había trabajado en Poltergeist y Gremlins si podría transformar el set en un vecindario típico. Spencer aceptó en reto y el set estuvo listo en el plazo convenido.[cita requerida]
El siniestro caserón de los Klopek que se construyó para la película puede verse en un episodio de la serie Quantum Leap, después se cambió su estilo radicalmente y se convirtió en la casa de los Van de Kamp de Desperate Housewives.[cita requerida]

### Los residentes de Mayfield Place
- 667: Walter Seznick
- 668: Desconocido
- 669: Los Klopek
- 670: Los Rumsfield
- 671: Los Peterson
- 672: Ricky Butler
- 673: Los Weingartner

## Recepción
La obra cinematográfica no fue bien recibida por la crítica, pero tuvo éxito taquillero. Tomó el número 1 en su primer fin de semana, recaudando $11.101.197. Al final cosechó en EE. UU. $36.601.993 y $49.101.993 a nivel mundial.